# Anja Elkoff
Anja Elkoff née le 7 janvier 1914 à Magdebourg et décédée en 1992 est une actrice et chanteuse allemande.

## Biographie
Anja Elkoff reçoit une formation vocale classique et a son premier engagement connu en 1940 à Münster. En 1941, elle vient à Berlin, où elle s'engage au Theater des Volkes, dépendant du Ministère de l'Éducation du peuple et de la Propagande du Reich. Ses collègues de la saison 1941-1942 sont l'actrice Edith Schollwer ou le chanteur Karl Jöken. Elle accepte l'appel du Staatstheater Kassel en 1942 jusqu'à ce que toutes les salles soient fermées à la fin de l'été 1944.
Après la Seconde Guerre mondiale, elle a son premier engagement de 1945 à 1950 à l'opéra du Nationaltheater Mannheim. Sous le nom d'Anja Elkoff-Magath, elle est présente au Hessisches Staatstheater à Wiesbaden entre 1945 et 1947. De 1950 à 1955, elle est engagée au Staatstheater Braunschweig, où elle est également employée comme chanteuse dans le domaine de l'opéra. Avec la naissance de son enfant, qui deviendra plus tard la présentatrice et actrice Christine Reinhart, elle met fin à sa carrière artistique à l'automne 1955.
Anja Elkoff fait trois apparitions au cinéma à Berlin en 1941-1942, principalement comme chanteuse.

## Filmographie
- 1941 : Metropol Revue
- 1942 : Dr. Crippen an Bord (de)
- 1943 : Lumière dans la nuit (de)